# پیردختر (فیلم ۱۹۷۲)
پیر دختر یک فیلم کمدی به زبان فرانسوی می باشد که در جشنواره بین‌المللی فیلم برلین برنده خرس طلایی شد.